# Daniele Mannini
Daniele Mannini est un footballeur italien né le 25 octobre 1983 à Pise qui joue au poste de milieu gauche.
Le 27 juillet 2009, le Tribunal arbitral du sport l'a suspendu pour deux semaines pour avoir retardé son contrôle antidopage le 1er décembre 2007.